# دوري جزر كوك لكرة القدم 1999
دوري جزر كوك لكرة القدم 1999 (بالإنجليزية: 1999 Cook Islands Round Cup)‏ هو موسم من دوري جزر كوك لكرة القدم. فاز فيه Avatiu F.C. ‏.